# Orthotrichum stellulatum
Orthotrichum stellulatum là một loài rêu trong họ Orthotrichaceae. Loài này được (Hornsch.) Hook. & Grev. mô tả khoa học đầu tiên năm 1824.